# Оберндейл (Вісконсин)
Оберндейл (англ. Auburndale) — селище (англ. village) в США, в окрузі Вуд штату Вісконсин. Населення — 702 особи (2020).

## Географія
Оберндейл розташований за координатами 44°37′36″ пн. ш. 90°0′51″ зх. д. / 44.62667° пн. ш. 90.01417° зх. д. (44.626751, -90.014292).  За даними Бюро перепису населення США в 2010 році селище мало площу 5,50 км², уся площа — суходіл.

## Демографія
Згідно з переписом 2010 року, у селищі мешкали 703 особи в 291 домогосподарстві у складі 216 родин. Густота населення становила 128 осіб/км².  Було 315 помешкань (57/км²).
Расовий склад населення:
| - 98,7 % — білих - 0,3 % — чорних або афроамериканців - 1,0 % — осіб інших рас |

До двох чи більше рас належало 0,0 %. Частка іспаномовних становила 5,4 % від усіх жителів.
За віковим діапазоном населення розподілялося таким чином: 23,5 % — особи молодші 18 років, 62,4 % — особи у віці 18—64 років, 14,1 % — особи у віці 65 років та старші. Медіана віку мешканця становила 39,7 року. На 100 осіб жіночої статі у селищі припадало 105,6 чоловіків;  на 100 жінок у віці від 18 років та старших — 103,0 чоловіків також старших 18 років.
Середній дохід на одне домашнє господарство  становив 62 963 долари США (медіана — 58 906), а середній дохід на одну сім'ю — 76 226 доларів (медіана — 80 000). Медіана доходів становила 49 375 доларів для чоловіків та 37 500 доларів для жінок. За межею бідності перебувало 4,7 % осіб, у тому числі 0,0 % дітей у віці до 18 років та 11,4 % осіб у віці 65 років та старших.
Цивільне працевлаштоване населення становило 319 осіб. Основні галузі зайнятості: освіта, охорона здоров'я та соціальна допомога — 27,6 %, виробництво — 16,3 %, роздрібна торгівля — 8,2 %, будівництво — 8,2 %.